# Taekwondo aux Jeux olympiques d'été de 2008
Navigation
Athènes 2004 Londres 2012
Les épreuves de taekwondo des Jeux olympiques d'été de 2008 se déroulent du 20 au 23 août 2008 à Pékin en république populaire de Chine. À cette occasion, 8 épreuves figurent au programme : 4 féminines , 4 masculines. À l'instar des épreuves de judo, les taekwondoïstes s'affrontent dans le Gymnase de l'université des sciences et technologies de Pékin.

## Organisation

### Site des compétitions
Les compétitions de taekwondo se déroulent au Gymnase de l'université des sciences et technologies de Pékin, construit à l'occasion des Jeux olympiques. Un peu plus de 8000 spectateurs peuvent assister aux épreuves dans l'enceinte qui accueille également celles de taekwondo. Peu dépensier en énergie, le bâtiment a été achevé fin 2007 et a été inauguré en novembre 2007 lors de l'Open de Pékin de judo.

### Calendrier
L'ensemble des compétitions de judo s'est déroulée du 20 au 23 août 2008. Les tours préliminaires débutèrent vers 11 heures locales (5 heures en Europe occidentale) et les finales s'étaient disputées vers 20 heures 30 (14 heures 30 en Europe occidentale).
| - Mercredi 20 août : - Moins de 49 kg femmes - Moins de 58 kg hommes - Jeudi 21 août : - Moins de 57 kg femmes - Moins de 68 kg hommes | - Vendredi 22 août : - Moins de 67 kg femmes - Moins de 80 kg hommes - Samedi 23 août : - Plus de 67 kg femmes - Plus de 80 kg hommes |

|  |  |  |  |  |  |  |  |  |  |  |  |  |  |  | 2 | 2 | 2 | 2 |  |

|  | Jour de compétition |  | Jour de finale |

### Épreuves et critères de qualification
La compétition prend la forme d'un tableau à élimination final. Les deux combattants vaincus lors des demi-finales remportent chacun une médaille de bronze. Chaque comité national peut engager deux hommes et deux femmes au maximum. De plus, un comité national ne peut inscrire qu’un seul représentant par catégorie.

#### Tournois qualificatifs
| Compétition et lieu                                            | Date                  | Places qualificatives    | Hommes | Femmes |
| -------------------------------------------------------------- | --------------------- | ------------------------ | ------ | ------ |
| Tournoi mondial de qualification olympique Manchester          | 28-30 septembre 2007  | 3 premiers par catégorie | 12     | 12     |
| Tournoi africain de qualification olympique Tripoli            | 1er-2 novembre 2007   | 2 premiers par catégorie | 8      | 8      |
| Tournoi asiatique de qualification olympique Hô Chi Minh-Ville | 28-30 novembre 2007   | 3 premiers par catégorie | 12     | 12     |
| Tournoi océanien de qualification olympique Nouvelle-Calédonie | 1er décembre 2007     | vainqueur par catégorie  | 4      | 4      |
| Tournoi panaméricain de qualification olympique Cali           | 8-9 décembre 2007     | 3 premiers par catégorie | 12     | 12     |
| Tournoi européen de qualification olympique Istanbul           | 26-27 janvier 2008    | 3 premiers par catégorie | 12     | 12     |
| Pays hôte : Chine                                              | Qualification directe | 4 représentants          | 2      | 2      |
| Total                                                          | Total                 | Total                    | 62     | 62     |

 Chine : concernant le pays hôte, 4 places sont automatiquement réservées aux combattants chinois. Le comité national chinois décidera dans quelle catégorie inscrire ses sportifs.

#### Pays qualifiés après les tournois qualificatifs
| Compétition                         | Pays qualifiés                        | Pays qualifiés                          | Pays qualifiés                  | Pays qualifiés                  |
| ----------------------------------- | ------------------------------------- | --------------------------------------- | ------------------------------- | ------------------------------- |
| Compétition                         | - 58 kg                               | - 68 kg                                 | - 80 kg                         | + 80 kg                         |
| Tournoi mondial Manchester          | Taipei chinois Allemagne Philippines  | Corée du Sud Cuba Australie             | Canada États-Unis Italie        | France Mali Corée du Sud        |
| Tournoi africain Tripoli            | Kenya Bénin                           | Libye Nigeria                           | Côte d'Ivoire Gabon             | Maroc Nigeria                   |
| Tournoi asiatique Hô Chi Minh-Ville | Iran Afghanistan Thaïlande            | Kirghizistan Ouzbékistan Taipei chinois | Iran Qatar Népal                | Kazakhstan Viêt Nam Ouzbékistan |
| Tournoi océanien Nouvelle-Calédonie | Australie                             | Nouvelle-Zélande                        | Îles Marshall                   | Nouvelle-Zélande                |
| Tournoi panaméricain Cali           | Brésil Mexique République dominicaine | Pérou États-Unis Mexique                | Porto Rico Honduras Venezuela   | Cuba Costa Rica Venezuela       |
| Tournoi européen Istanbul           | Portugal Royaume-Uni Espagne          | Turquie Allemagne Pays-Bas              | Turquie Azerbaïdjan Royaume-Uni | Espagne Italie Grèce            |
| Invitation - pays hôte              | -                                     | -                                       | Chine                           | Chine                           |

| Compétition                         | Pays qualifiés                | Pays qualifiés                   | Pays qualifiés               | Pays qualifiés                |
| ----------------------------------- | ----------------------------- | -------------------------------- | ---------------------------- | ----------------------------- |
| Compétition                         | - 49 kg                       | - 59 kg                          | - 67 kg                      | + 67 kg                       |
| Tournoi mondial Manchester          | Taipei chinois Cuba Canada    | Corée du Sud Italie Thaïlande    | France Corée du Sud Croatie  | Grèce Royaume-Uni Mexique     |
| Tournoi africain Tripoli            | Kenya Maroc                   | Côte d'Ivoire Sénégal            | Maroc Guinée                 | Égypte Tunisie                |
| Tournoi asiatique Hô Chi Minh-Ville | Viêt Nam Thaïlande Iran       | Taipei chinois Viêt Nam Malaisie | Kazakhstan Philippines Japon | Malaisie Jordanie Ouzbékistan |
| Tournoi océanien Nouvelle-Calédonie | Nouvelle-Zélande              | Nouvelle-Zélande                 | Australie                    | Australie                     |
| Tournoi panaméricain Cali           | Colombie Venezuela États-Unis | Brésil États-Unis Colombie       | Argentine Canada Porto Rico  | Brésil Équateur Venezuela     |
| Tournoi européen Istanbul           | Suède Suisse Allemagne        | Croatie Turquie Israël           | Turquie Grèce Allemagne      | Espagne Suède Norvège         |
| Invitation - pays hôte              | Chine                         | -                                | -                            | Chine                         |

## Délégations représentées
| CNO                    | Hommes | Hommes | Hommes | Hommes | Femmes | Femmes | Femmes | Femmes | Total |
| ---------------------- | ------ | ------ | ------ | ------ | ------ | ------ | ------ | ------ | ----- |
| CNO                    | −58 kg | −68 kg | −80 kg | +80 kg | −49 kg | −57 kg | −67 kg | +67 kg | Total |
| Afghanistan            | X      |        |        |        |        |        |        |        | 1     |
| Allemagne              | X      | X      |        |        | X      |        | X      |        | 4     |
| Argentine              |        |        |        |        |        |        | X      |        | 1     |
| Australie              | X      | X      |        |        |        |        | X      | X      | 4     |
| Azerbaïdjan            |        |        | X      |        |        |        |        |        | 1     |
| Bénin                  | X      |        |        |        |        |        |        |        | 1     |
| Brésil                 | X      |        |        |        |        | X      |        | X      | 3     |
| Canada                 |        |        | X      |        | X      |        | X      |        | 3     |
| Chine                  |        |        | X      | X      | X      |        |        | X      | 4     |
| Colombie               |        |        |        |        | X      | X      |        |        | 2     |
| Corée du Sud           |        | X      |        | X      |        | X      | X      |        | 4     |
| Costa Rica             |        |        |        | X      |        |        |        |        | 1     |
| Côte d'Ivoire          |        |        | X      |        |        | X      |        |        | 2     |
| Croatie                |        |        |        |        |        | X      | X      |        | 2     |
| Cuba                   |        | X      |        | X      | X      |        |        |        | 3     |
| Égypte                 |        |        |        |        |        |        |        | X      | 1     |
| Équateur               |        |        |        |        |        |        |        | X      | 1     |
| Espagne                | X      |        |        | X      |        |        |        | X      | 3     |
| États-Unis             |        | X      | X      |        | X      | X      |        |        | 4     |
| France                 |        |        |        | X      |        |        | X      |        | 2     |
| Gabon                  |        |        | X      |        |        |        |        |        | 1     |
| Grèce                  |        |        |        | X      |        |        | X      | X      | 3     |
| Guinée                 |        |        |        |        |        |        | X      |        | 1     |
| Honduras               |        |        | X      |        |        |        |        |        | 1     |
| Iran                   | X      |        | X      |        | X      |        |        |        | 3     |
| Israël                 |        |        |        |        |        | X      |        |        | 1     |
| Italie                 |        |        | X      | X      |        | X      |        |        | 3     |
| Japon                  |        |        |        |        |        |        | X      |        | 1     |
| Jordanie               |        |        |        |        |        |        |        | X      | 1     |
| Kazakhstan             |        |        |        | X      |        |        | X      |        | 2     |
| Kenya                  | X      |        |        |        | X      |        |        |        | 2     |
| Kirghizistan           |        | X      |        |        |        |        |        |        | 1     |
| Libye                  |        | X      |        |        |        |        |        |        | 1     |
| Malaisie               |        |        |        |        |        | X      |        | X      | 2     |
| Mali                   |        |        |        | X      |        |        |        |        | 1     |
| Maroc                  |        |        |        | X      | X      |        | X      |        | 3     |
| Îles Marshall          |        |        | X      |        |        |        |        |        | 1     |
| Mexique                | X      | X      |        |        |        |        |        | X      | 3     |
| Népal                  |        |        | X      |        |        |        |        |        | 1     |
| Nigeria                |        | X      |        | X      |        |        |        |        | 2     |
| Norvège                |        |        |        |        |        |        |        | X      | 1     |
| Nouvelle-Zélande       |        | X      |        | X      | X      | X      |        |        | 4     |
| Ouzbékistan            |        | X      |        | X      |        |        |        | X      | 3     |
| Pays-Bas               |        | X      |        |        |        |        |        |        | 1     |
| Pérou                  |        | X      |        |        |        |        |        |        | 1     |
| Philippines            | X      |        |        |        |        |        | X      |        | 2     |
| Porto Rico             |        |        | X      |        |        |        | X      |        | 2     |
| Portugal               | X      |        |        |        |        |        |        |        | 1     |
| Qatar                  |        |        | X      |        |        |        |        |        | 1     |
| République dominicaine | X      |        |        |        |        |        |        |        | 1     |
| Royaume-Uni            | X      |        | X      |        |        |        |        | X      | 3     |
| Sénégal                |        |        |        |        |        | X      |        |        | 1     |
| Suède                  |        |        |        |        | X      |        |        | X      | 2     |
| Suisse                 |        |        |        |        | X      |        |        |        | 1     |
| Taipei chinois         | X      | X      |        |        | X      | X      |        |        | 4     |
| Thaïlande              | X      |        |        |        | X      | X      |        |        | 3     |
| Tunisie                |        |        |        |        |        |        |        | X      | 1     |
| Turquie                |        | X      | X      |        |        | X      | X      |        | 4     |
| Venezuela              |        |        | X      | X      | X      |        |        | X      | 4     |
| Viêt Nam               |        |        |        | X      | X      | X      |        |        | 3     |
| Total : 60 CNO         | 15     | 15     | 16     | 16     | 16     | 15     | 15     | 16     | 124   |

## Résultats

### Tableau des médailles définitif
| Rang | Nation                 | Or | Argent | Bronze | Total |
| ---- | ---------------------- | -- | ------ | ------ | ----- |
| 1    | Corée du Sud           | 4  | 0      | 0      | 4     |
| 2    | Mexique                | 2  | 0      | 0      | 2     |
| 3    | Chine                  | 1  | 0      | 1      | 2     |
| 4    | Iran                   | 1  | 0      | 0      | 1     |
| 5    | États-Unis             | 0  | 1      | 2      | 3     |
| 6    | Turquie                | 0  | 1      | 1      | 2     |
| 7    | Canada                 | 0  | 1      | 0      | 1     |
| -    | République dominicaine | 0  | 1      | 0      | 1     |
| -    | Grèce                  | 0  | 1      | 0      | 1     |
| -    | Italie                 | 0  | 1      | 0      | 1     |
| -    | Norvège                | 0  | 1      | 0      | 1     |
| -    | Thaïlande              | 0  | 1      | 0      | 1     |
| 13   | Croatie                | 0  | 0      | 2      | 2     |
| -    | Taipei chinois         | 0  | 0      | 2      | 2     |
| 15   | Afghanistan            | 0  | 0      | 1      | 1     |
| -    | Brésil                 | 0  | 0      | 1      | 1     |
| -    | Cuba                   | 0  | 0      | 1      | 1     |
| -    | France                 | 0  | 0      | 1      | 1     |
| -    | Grande-Bretagne        | 0  | 0      | 1      | 1     |
| -    | Kazakhstan             | 0  | 0      | 1      | 1     |
| -    | Nigeria                | 0  | 0      | 1      | 1     |
| -    | Venezuela              | 0  | 0      | 1      | 1     |

### Podiums

#### Hommes
| Catégorie      | Médaille d'or         | Médaille d'argent           | Médaille de bronze                             |
| Moins de 58 kg | Guillermo Pérez (MEX) | Gabriel Mercedes (DOM)      | Chu Mu-yen (TPE) Rohullah Nikpai (AFG)         |
| Moins de 68 kg | Son Tae-jin (KOR)     | Mark López (USA)            | Servet Tazegül (TUR) Sung Yu-chi (TPE)         |
| Moins de 80 kg | Hadi Saei (IRI)       | Mauro Sarmiento (ITA)       | Zhu Guo (CHN) Steven López (USA)               |
| Plus de 80 kg  | Cha Dong-min (KOR)    | Aléxandros Nikolaïdis (GRE) | Arman Chilmanov (KAZ) Chika Chukwumerije (NGR) |

#### Femmes
| Catégorie      | Médaille d'or                    | Médaille d'argent      | Médaille de bronze                            |
| Moins de 49 kg | Wu Jingyu (CHN)                  | Buttree Puedpong (THA) | Daynellis Montejo (CUB) Dalia Contreras (VEN) |
| Moins de 57 kg | Lim Su-Jeong (KOR)               | Azize Tanrıkulu (TUR)  | Diana López (USA) Martina Zubčić (CRO)        |
| Moins de 67 kg | Hwang Kyung-seon (KOR)           | Karine Sergerie (CAN)  | Gwladys Épangue (FRA) Sandra Šarić (CRO)      |
| Plus de 67 kg  | María del Rosario Espinoza (MEX) | Nina Solheim (NOR)     | Natália Falavigna (BRA) Sarah Stevenson (GBR) |